# Suntour

Aktuelles Logo

Logo aus den frühen 1990er Jahren

Suntour war eine japanische Marke für Fahrradkomponenten, vornehmlich Antriebs- und Schaltungskomponenten.

## Geschichte
Die Marke gehörte ursprünglich zur 1912 gegründeten Maeda-Eisenhütte (前田鉄工所, Maeda Tekkōjo, später: マエダ工業, Maeda Kōgyō). Bis zur ersten Insolvenz 1994 war Maeda Suntour neben Shimano eines der führenden Unternehmen für Fahrradkomponenten, wie z. B. Schaltwerke, Schalthebel, Bremsanlagen, Kurbeln und Naben. 1964 erhielt Suntour das Patent auf das Schrägparallelogramm-Schaltwerk, dessen Konstruktion nach Ablauf des Patentschutzes 1984 von den Konkurrenten übernommen wurde. Erst dieser Aufbau ermöglichte die Einführung gerasterter Schalthebel, sogenannter Index-Schaltungen. Das Unternehmen hatte seinen Sitz in Yawara (heute: Tsukubamirai).

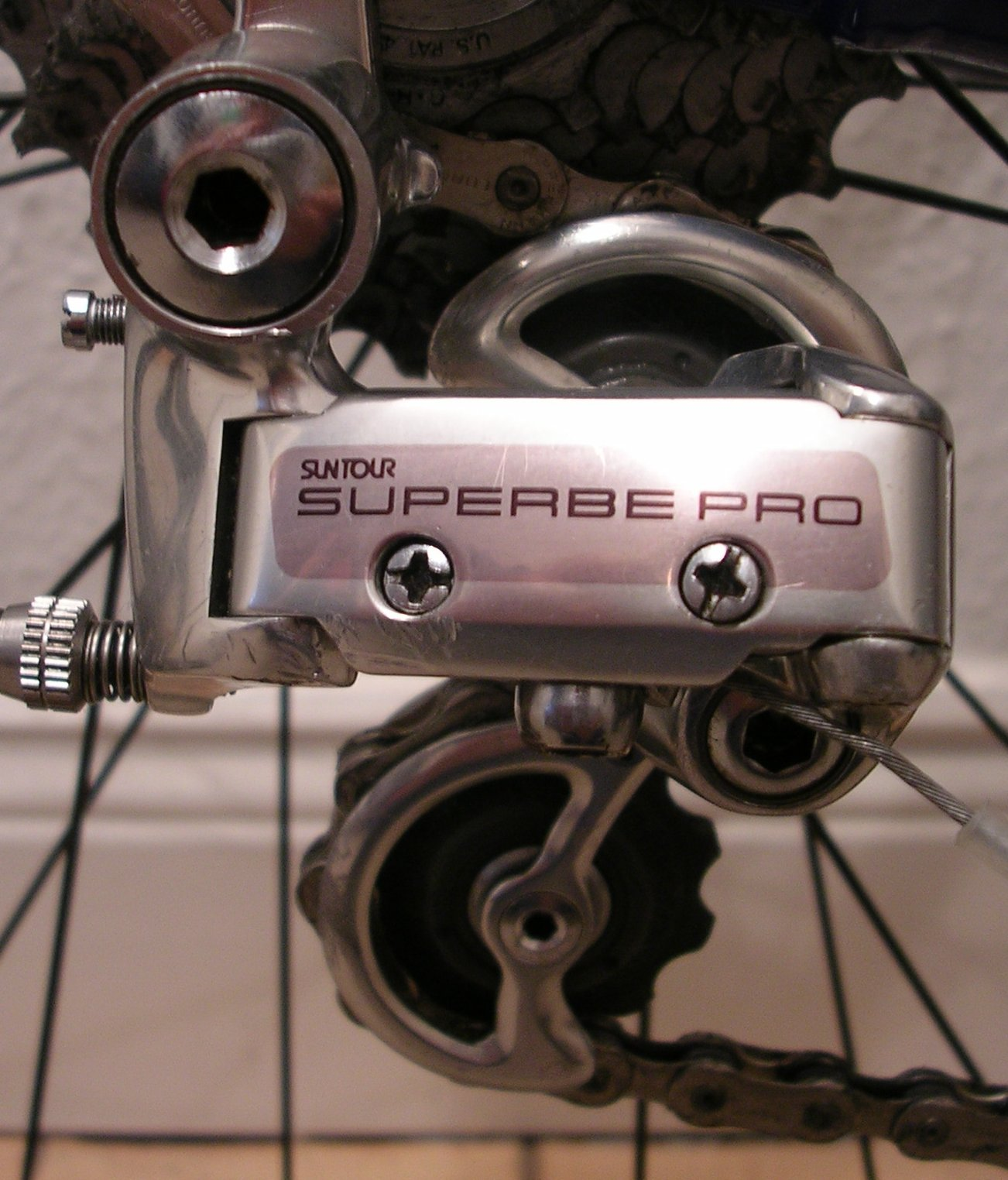
Schaltwerk Superbe Pro

Mit den Schaltwerken XC-Pro im MTB- und Superbe Pro im Rennrad-Bereich war Suntour erfolgreich. 1989 ging das Unternehmen aber durch aufwändige Neuentwicklungen, den Preisdruck sowie die Inkompatibilität zu Shimano in Konkurs. Die Marke wurde, wie auch Sakae Ringyō, von Mori Kōgyō (Mory Industries) gekauft und die Unternehmen zu SR SunTour vereinigt. Danach erlebte die Marke mit der Entwicklung von PowerFlo-Ritzeln, MicroDrive-Antriebsstrang und dem S-1-Schaltwerk noch eine kurze Blüte. Doch weiter fallende Marktanteile konnten einen weiteren Rückzug aus dem Erstausrüstergeschäft für Schaltungen und Antriebskomponenten nicht aufhalten.
Die Komponenten der Topgruppe des MTB-Sektors XC Pro zeichneten sich gegenüber der vergleichbaren Gruppe Deore XT II des Konkurrenten Shimano dadurch aus, dass Industriekugellager (Wälzlager) zur Lagerung von Pedalen, Naben, Innenlagern und Schaltröllchen Verwendung fanden. Ferner waren der Steuersatz, die Pedale, Naben und Innenlager dank des von Wilderness Trail Bikes (WTB) lizenzierten Grease-Guard-Systems mittels einer Fettpresse von außen abschmierbar, was den Wartungsaufwand erheblich reduzierte.
Anfang der 1990er Jahre stellte Suntour eine Sonderform der Cantileverbremse her, die Pedersenbremse, welche mittels Schneckentrieb die Bremskraft stufenlos beim Auftreffen auf die Felge erhöht. In den USA wurde diese Bremse wegen Produktklagen verboten, weil ihre Bremswirkung für ungeübte Fahrer zu hoch ist. Diese Bremse wird gern an Reiserädern benutzt. Sie ist ausschließlich als Hinterradbremse verfügbar.

## SR Suntour
1988 wurde der Markennamen SunTour von dem japanischen Komponentenhersteller Sakae Ringyo (heute Teil von Mori Industries Inc.) übernommen und zu SR-SunTour umformiert. 
Heute ist SR Suntour ein in Taiwan ansässiger Federgabelhersteller, der auch Schaltwerke und Scheibenbremsen sowie auf ESP (SRAM-kompatibel) ausgelegte Schalthebel und Parallelogrammsattelstützen herstellt.
Die Firma SR Suntour hält allerdings nur noch die Namensrechte der einst so erfolgreichen Komponentenserien, so dass die teils neu aufgelegten Komponenten nur den Namen tragen. Die Formen und Spezifikationen sind nicht in den Firmenbesitz übergegangen, so dass keine Entwicklungskontinuität besteht. So sind unter anderem alle wieder erhältlichen Superbe-Pro-Kurbelgarnituren ausnahmslos Neuentwicklungen.

## Bilder

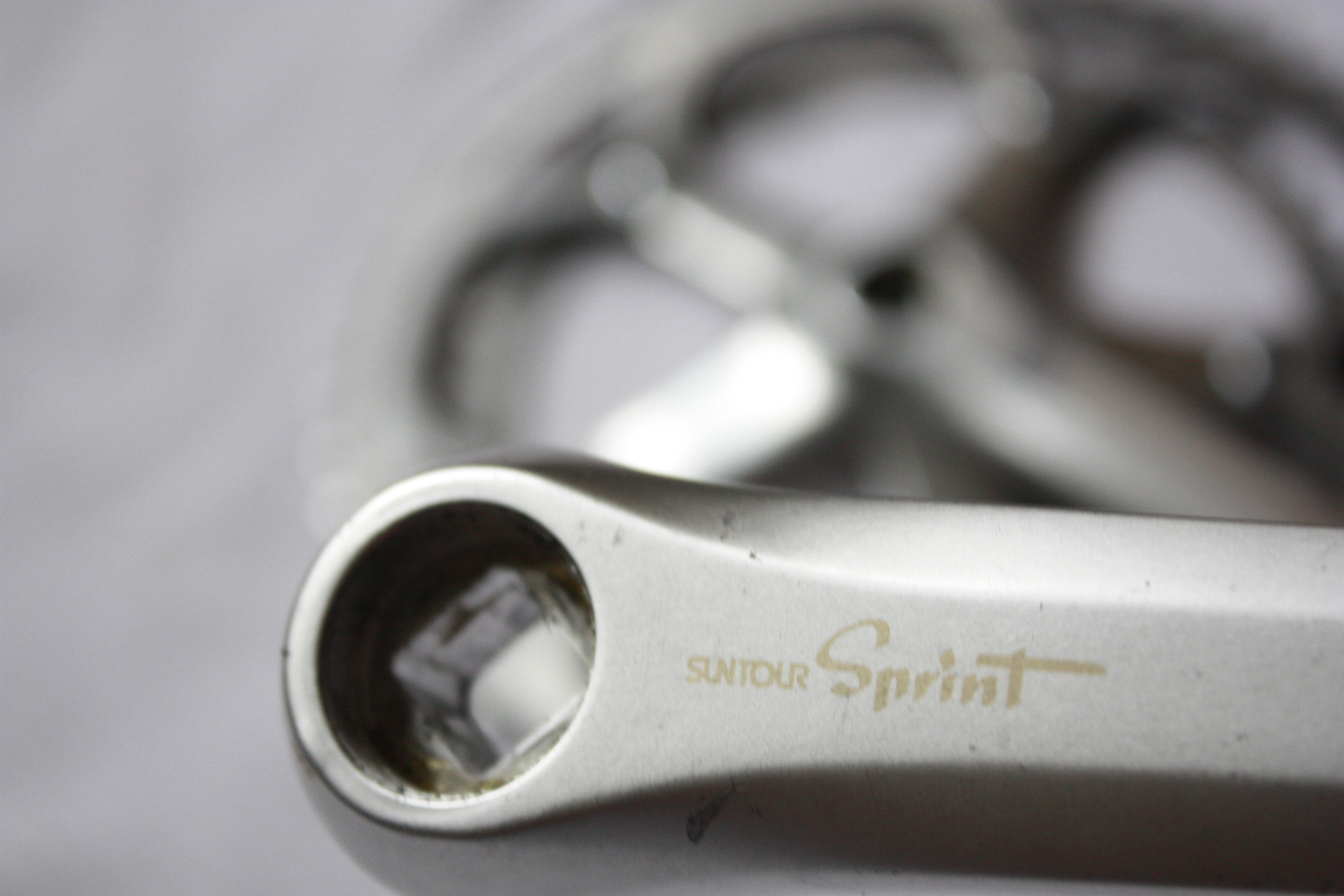
Suntour „Sprint“ Gruppe
Schaltwerk XC Pro
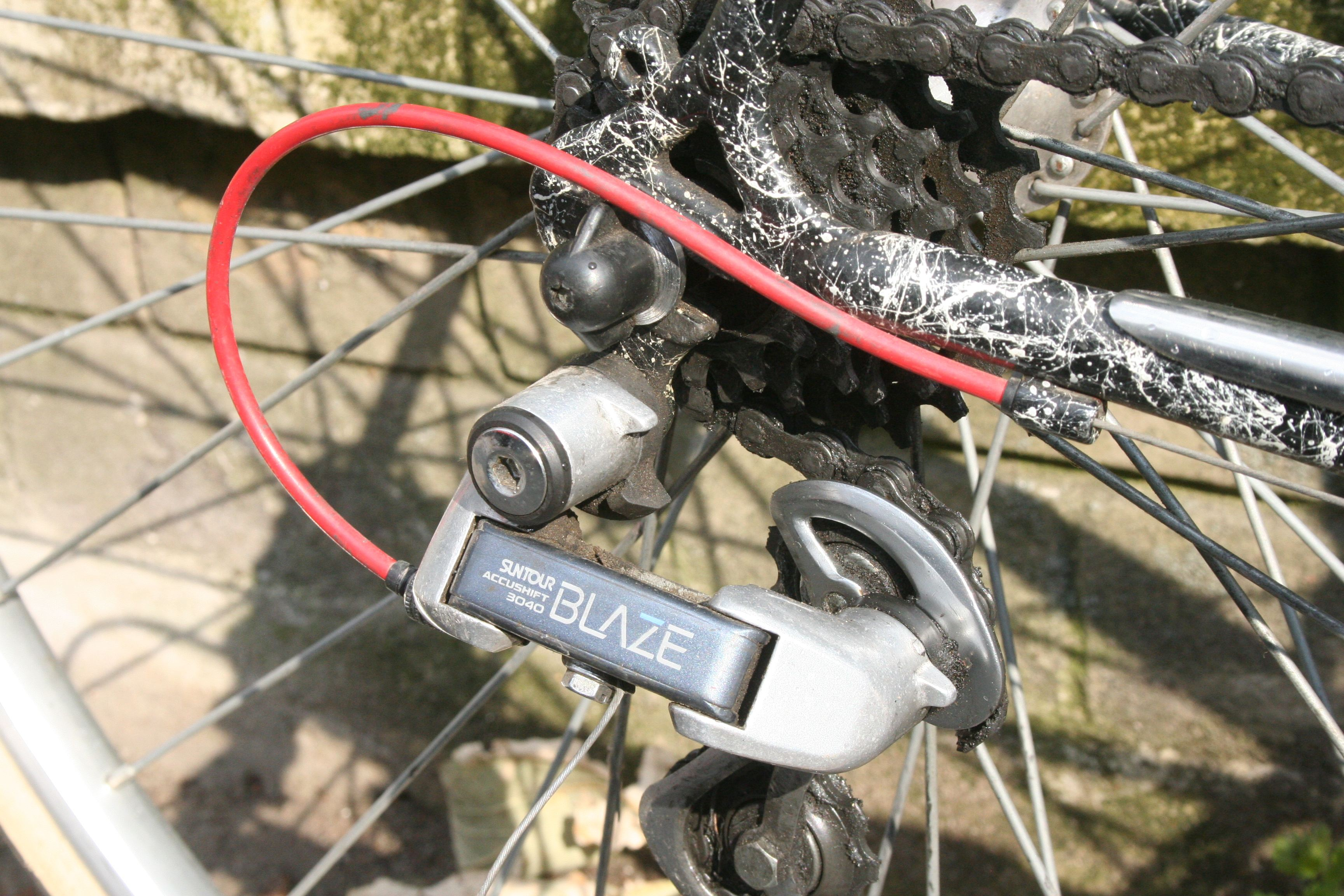
Suntour Blaze Schaltwerk
Pedale XC Pro mit GreaseGuard-Abschmiersystem
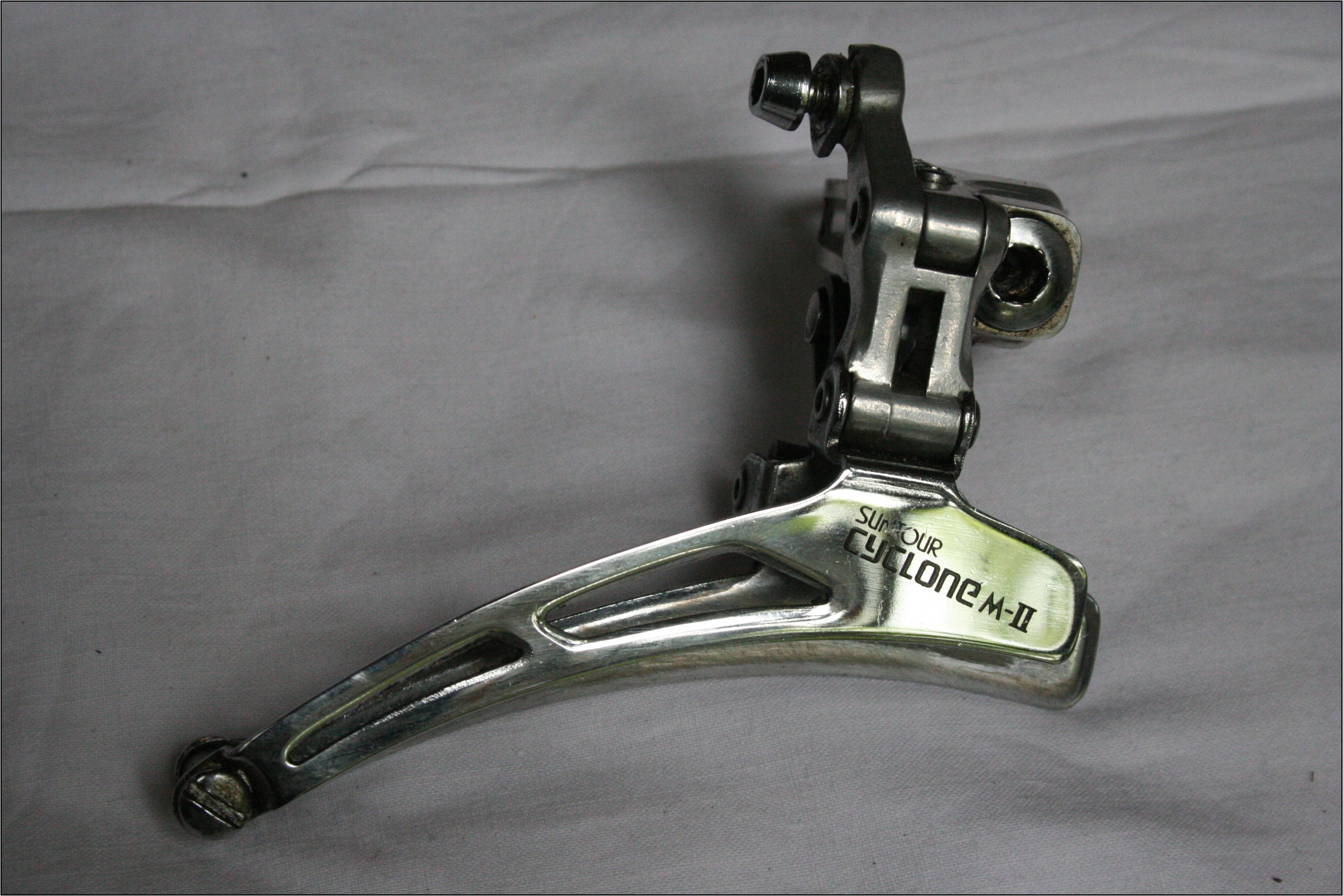
Umwerfer der Rennrad Cyclone Serie